# S.H.E
S.H.E — музыкальная поп-группа с Тайваня. Её члены — Селина Жэнь, Хиби Тянь и Элла Чэнь. Имя группы — сокращение, построенное по первым буквам имени каждой участницы. Их первый альбом Girls Dorm был выпущен в 2001. Всего группа записала 10 альбомов, проданных общим тиражом 4.5 миллиона, и установив рекорды по продажам билетов в каждом из 2 концертных туров. Исполнители также снимались в 7 сериалах, вели 2 музыкальных шоу и написали 10 песен для саундтреков 6 сериалов. S.H.E рекламировали больше чем 30 компаний и продуктов, включая Coca-Cola и World of Warcraft. Благодаря большому успеху S.H.E другие лейблы Тайваня начали создавать собственные женские группы.
В 2000 Жэнь, Тянь и Чэнь участвовали в песенном конкурсе, и победитель, Жэнь, получила контракт со студией звукозаписи. Тянь и Чэнь, обе прошедшие в финал, присоединились к Жэнь и образовали S.H.E. Трио часто исполняет каверы на песни других исполнителей и свои собственные песни. Группа производит альбомы под лейблом HIM International. Лейбл Avex Азия распространял S.H.E в Гонконге, но передал эту роль WOW Music в 2007. EMI Music China — распространитель в Сингапуре и Китае.

## Музыкальная карьера
Перед первым выпуском песен S.H.E, лейбл HIM International поселил девушек совместно в общежитии, чтобы улучшить отношения между ними. 11 сентября 2001 S.H.E выпустили свой первый альбом, названный Girls Dorm (кит. 女生宿舍, «Общежитие для девушек») в память об этом периоде. Хотя CD был продан солидным для дебютной группы тиражом в 150.000 экземпляров, на первом выступлении девушки не попадали в ноты, создав себе плохую славу. Несмотря на это, продажи Girls Dorm привели к выставлению альбома в номинации «Лучший дебют» на 13-й церемонии Golden Melody Awards, называемой «китайской Grammy». 29 января 2002 был выпущен второй альбом Youth Society, проданный тиражом больше 250 тысяч копий. С выпуском этого альбома группа сменила название с «S.H.E. Girlfriends» на просто «S.H.E». Третий альбом «Genesis» был выпущен 5 августа 2002, приблизительно через 6 месяцев после Youth Society. На него поступило 20.000 предварительных заказов, и всего было продано 180 тысяч копий. S.H.E позднее подписали соглашение с южнокорейской компанией-разработчиком онлайн-игр N-age, которая упоминалась в видеоклипах группы, а также проспонсировала первый значительный концерт N-age Genesis в Тайнане, собравший больше 20 тысяч поклонников. 23 января 2003, S.H.E выпустили первый альбом-компиляцию Together.
Пятый альбом S.H.E Super Star был подготовлен для выпуска 6 августа, но из-за болезни Эллы вышел лишь 22 августа, 2003. Одноименная песня с этого альбома, первая поп-роковая песня группы, десять недель занимала места в первой четвёрке чартов радио YES 93.3 в Сингапуре. К настоящему моменту Together и Super Star вместе были проданы тиражом больше 580 тысяч: так, только на Тайване было продано больше 250 тысяч Super Star.
2 июня S.H.E продлевает контракт с HIM International, срок которого истекал в октябре 2005. 4 сентября 2004 трио начало свой первый большой тур The Fantasy Land. Тур начался в Тайбэе, где концерт собрал 25 тысяч человек, и закончился в Genting Highlands, Малайзия. Во время концерта на стадионе Шанхая трио установило рекорд посещаемости. Всего на тур было продано билетов на 22,4 миллиона тайваньских долларов. Выпуск седьмого альбома, Encore, был отложен до 12 ноября 2004, чтобы дать возможность Селине окончить университет в конце ноября. Encore был продан тиражом в миллион копий в Азии в течение недели после выхода; общее число продаж превзошло 2 миллиона. Перед выходом альбома пресса уже называла S.H.E «Женской группой номер один» (女子第一天團).
Группа продолжала выпускать альбомы каждые несколько месяцев до конца 2004 года. После этого из-за плотного графика концертов прошло больше года до выхода следующего альбома. После Encore группа участвовала в записи саундтрека фильма Reaching for the Stars, который был продан тиражом менее 50 тысяч копий. В этом же году похожая группа Twins выпустила гораздо более успешный альбом, проданный тиражом больше 800 тысяч экземпляров за 2 месяца. Плохие продажи саундтрека и успех альбома Twins дали повод называть это время провалом в карьере S.H.E.
25 ноября 2005 S.H.E. наконец выпустили свой восьмой альбом Once Upon A Time. Диск не только установил рекорд по количеству предзаказов — 50 тысяч, но и был продан тиражом более миллиона экземпляров.
21 июля 2006 S.H.E выпустили девятый альбом, Forever, который был продан тиражом в 150 тысяч экземпляров за неделю. Альбом состоял из 5 новых песен, компиляции более старых работ, и 3 песни из саундтреков сериалов. Forever включил в себя много совместных работ с другими артистами в тайваньской музыкальной индустрии.
Второй большой тур S.H.E Perfect 3 начался 8 июля 2006 в Шанхае, где группа установила рекордный показатель посещаемости — стадион был заполнен больше чем на 60 %. После выступления в Гонконге, которое было записано и выпущено на компакт-диске, группу хвалили за упорство, танцевальную подготовку и пение. За первые 5 месяцев тура концерты посетили больше 200 тысяч поклонников, и кассовые сборы составили 200 миллионов тайваньских долларов. 18 апреля S.H.E подписали контракт с лейблом WOW Music для лучшего распространения в Гонконге. Десятый альбом трио, Play, был выпущен 11 мая, 2007, и был первым альбомом S.H.E под новым лейблом. Альбом дважды стал золотым в течение первых 4 дней с момента начала предварительных заказов; к 5 июня было продано больше 150 тысяч копий. Через месяц после выхода альбома S.H.E были номинированы в категории «Самый популярный женский коллектив» Golden Melody Awards, но проиграли Jolin Tsai. В том же году S.H.E и рок-исполнитель Ву Бай озвучили тайваньскую версию картины Люка Бессона «Артур и минипуты».